# Tiny Toon Adventures: Wacky Sports Challenge
Tiny Toon Adventures: Wacky Sports Challenge (na Europa chamado de Tiny Toon Adventures: Wild & Wacky Sports; e no Japão de Tiny Toon Adventures: Dotabata Daiundoukai) é um jogo eletrônico de aventura, lançado em 1994, exclusivamente para o Super NES, desenvolvido e publicado pela Konami, sendo o oitavo game baseado na série televisiva Tiny Toon Adventures; e o segundo para o SNES. É um dos poucos jogos do SNES que aceita o uso do SNES Multitap, que suporta até quatro jogadores simultâneos.
O jogador pode optar por jogar com um dos quatro personagens disponíveis: Perninha (Buster Bunny), Lilica (Babs Bunny), Plucky Duck e Roy Corrói (Dizzy Devil), que apresentam atributos idênticos; e participar de vários esportes olímpicos e minigames, no estilo Mario Party. Existem quatro níveis de dificuldade, cada um com cerca de seis a sete eventos cada. Ao todo, são 13 modalidades, por exemplo: levantamento de peso, salto com vara, lançamento de disco, tiro ao alvo (no caso deste jogo, "arremesso de sorvete"), lançamento de disco, bungee jumping e chicken dash (uma espécie de corrida no penhasco), Corridas com obstáculos e birdman contest (uma espécie de asa-delta).

## Enredo
O metido e rico Valentino Troca-Tapa (Montana Max) decide fazer uma competição, sendo o prêmio a incrível quantia de um milhão de dólares. Perninha, Lilica, Plucky Duck e Roy Corrói decidem participar, sonhando alto com as possibilidades oferecidas pela premiação. Com Presuntinho como apresentador e guia, a competição começa.
Cada um dos quatro personagens disponíveis - Perninha, Lilica, Plucky Duck e Roy Corrói - tem planejamentos diferentes para usar a grana. Isso faz com que o jogo tenha quatro finais diferentes.